# Cryptotis mam
Cryptotis lacertosus és una espècie d'eulipotifle de la família de les musaranyes. És endèmica de l'oest de Guatemala, on viu a altituds superiors a 2.500 msnm. Es tracta d'una espècie de Cryptotis de mida mitjana, amb una llargada de cap a gropa de 64–81 mm, una cua de 22–32 mm i un pes de 7–11 g. El pelatge dorsal pot ser de diferents tonalitats de marró.
El seu nom específic, mam, es refereix als mams, una ètnia ameríndia de cultura maia que viu als altiplans occidentals de Guatemala.